# Rechtsupweg
Rechtsupweg este o comună din landul Saxonia Inferioară, Germania.